# Font de l'Aulet
La Font de l'Aulet és una font de Mataró (Maresme) protegida com a bé cultural d'interès local.

## Descripció
Situada al veïnat de Valldeix, prop de la masia de ca la Laia, al peu de la serra de can Gener. Presenta la porta d'entrada a la mina esbotzada. L'aigua mana d'un senzill galet de canya. Damunt d'ella, una fornícula sense imatge i una murada de pedra granítica coberta d'heures damunt la font i a uns quinze metres, es troba una altra entrada de la mina.